# Killer Couples
Killer Couples är en brittisk dokumentärserie i fyra delar som hade premiär på Netflix i flera länder 2016. Serien hade svensk premiär 18 januari 2017.Den bästsäljande kriminalförfattaren Mark Billingham berättar i serien om riktiga mord och om de mördarpar som begick dem.
| Avsnitt | Mördarpar                        | Handling | Övrigt                                                                        |
| ------- | -------------------------------- | --- | ----------------------------------------------------------------------------- |
| 1       | Myra Hindley och Ian Brady       | Storbritanniens ökända barnamördare Myra Hindley och Ian Brady.                                                             | Kallas "Moors Murders", morden skedde mellan juli 1963 och oktober 1965       |
| 2       | John Duffy och David Mulcahy     | våldtäktsmännen John Duffy och David Mulcahy som efterhand började mörda.                                                   | Kallas "Railway Killers", morden skedde mellan 29 december 1985–18 maj 1986   |
| 3       | Archibald Hall och Michael Kitto | En butler och hans lärling och de fem brutala mord de begick tillsammans.                                                   | Kallas "Killer Butler" eller "Monster Butler" morden skedde mellan 1977-1978. |
| 4       | Lee Whiteley och Debbie Taylor   | Paret Lee Whiteley och Debbie Taylor gav sig ut på en odyssé av brott, sex och mord.Paret inspirerades av Bonnie och Clyde. | Kallas "Bonnie and Clyde killer" Brotten skedde december 2001 - januari 2002. |